# 페데리코 발베르데
산티아고 페데리코 발베르데 디페타(스페인어: Santiago Federico Valverde Dipetta, 1998년 7월 22일~)는 우루과이의 축구 선수로 포지션은 중앙 미드필더이다. 현재 스페인 라리가의 레알 마드리드에서 활약하고 있다.

## 클럽 경력
몬테비데오에서 태어난 발베르데는 우루과이의 명문 클럽인 페냐롤에서 유소년 선수 생활을 했다. 그는 유소년팀에서 두각을 드러낸 선수였으며, 세로와의 2015-16 시즌 첫 경기에서 첫 성인 프로 경기를 가졌다. 그는 우루과이 청소년 대표팀의 일원이 되었고 아스널, 바르셀로나, 첼시, 레알 마드리드 등 유럽 명문 축구 클럽의 관심을 받았다.

## 국가대표팀 경력
2012년부터 우루과이 U-15 대표팀 선수로 활약하는 등 우루과이 연령별 대표팀에서 뛰었다. 2017년에는 2017년 FIFA U-20 월드컵에 출전해 우루과이 청소년 대표팀의 4위를 이끌었고, 대회 실버볼을 수상하였다.
2017년 8월에 처음으로 우루과이 성인 대표팀에 소집되었고 그해 9월 5일 아순시온에서 열린 파라과이와의 2018년 FIFA 월드컵 지역 예선 경기를 통해 우루과이 국가대표 첫 경기를 가졌다. 그는 데뷔 경기에서 첫 A매치 골을 넣기도 했다. 그는 2018년 FIFA 월드컵에 참가하는 우루과이 대표팀의 예비 명단 26인에 이름을 올렸지만 최종 23인 명단에서 제외되었다.
2019년 우루과이 대표팀 감독인 오스카르 타바레스에 의해 2019년 코파 아메리카에 참가하는 우루과이 대표팀 최종 23인 명단에 포함되었다. 6월 29일 페루와의 8강전에서 0-0 무승부를 냈고 승부차기에서 4-5로 패하면서 대회에서 탈락했다.
2021년 6월에 2021년 코파 아메리카에 우루과이 국가대표로 참가하였으며, 지난 대회에 마찬가지로 우루과이 대표팀은 콜롬비아와의 8강전에서 승부차기로 패하여 탈락했다. 이후 같은 해 9월에 열린 2022년 FIFA 월드컵 지역 예선에 참가하여 볼리비아와 칠레와의 경기에서 골을 넣는 등 활약했다.
2022년 11월 10일에 우루과이 대표팀 감독 디에고 알론소는 발베르데를 2022년 FIFA 월드컵에 참가하는 대표팀 26인에 발탁하면서 카타르에서 열리는 월드컵에 참가했다. 월드컵 첫 경기인 대한민국전에서 해당 경기 최우수 선수로 선정되었다.

## 논란
2017년 FIFA U-20 월드컵에 출전한 발베르데는 포르투갈과의 8강전 경기서 페널티킥을 성공시킨 뒤에 골 세레머니로 인종 차별을 의미하는 제스처를 취하며 논란이 일었고, 이에 한국어로 SNS에 사과글을 올리기도 하였다. 이후 베네수엘라와 이탈리아와의 승부차기에서도 도발적인 세레머니를 행하면서 논란이 일었다.

## 출전 통계
| 클럽          | 시즌    | 출전 | 득점 | 도움 |
| ------------- | ------- | ---- | ---- | ---- |
| 페냐롤        | 2016    | 13   | 0    |      |
| 데포르티보    | 2017-18 | 25   | 0    |      |
| 레알 마드리드 | 2018-19 | 25   | 0    | 0    |
| 레알 마드리드 | 2019-20 | 44   | 2    | 5    |
| 레알 마드리드 | 2020-21 | 33   | 3    | 1    |
| 레알 마드리드 | 2021-22 | 46   | 1    | 2    |
| 레알 마드리드 | 2022-23 | 56   | 12   | 8    |
| 레알 마드리드 | 2023-24 | 54   | 3    | 7    |
| 레알 마드리드 | 2024-25 | 52   | 9    | 8    |

## 수상

#### 페냐롤
- 프리메라 디비시온 : 2015-16

#### 레알 마드리드
- 라리가 : 2019–20, 2021–22, 2023–24
- 국왕컵 : 2022-23
- 수페르코파 데 에스파냐 : 2020, 2022, 2024
- UEFA 챔피언스리그 : 2021-22, 2023-24
- UEFA 슈퍼컵 : 2022, 2024
- FIFA 클럽 월드컵 : 2018, 2022
- FIFA 인터컨티넨탈컵 : 2024

#### 우루과이
- 코파 아메리카 3위 : 2024

### 개인
- 라리가 시즌의 팀 : 2022-23, 2023-24
- 라리가 이 달의 선수 : 2022년 9월
- FIFA U-20 월드컵 실버볼 : 2017
- FIFA 클럽 월드컵 실버볼 : 2022
- FIFA 인터컨티넨탈컵 실버볼 : 2024